# اوژن اککه
اوژن اککه (فرانسوی: Eugène Ekéké‎؛ زادهٔ ۳۰ مهٔ ۱۹۶۰) بازیکن فوتبال اهل کامرون است.
از باشگاه‌هایی که در آن بازی کرده‌است می‌توان به باشگاه فوتبال والنسین و باشگاه فوتبال پاریس اشاره کرد.
وی همچنین در تیم ملی فوتبال کامرون بازی کرده‌است.